# Neptunia lutea
Neptunia lutea är en ärtväxtart som först beskrevs av Leavenw., och fick sitt nu gällande namn av George Bentham. Neptunia lutea ingår i släktet Neptunia och familjen ärtväxter. Inga underarter finns listade i Catalogue of Life.